# Oskar Brázda
Oskar Brázda (30. září 1887 Rosice – 19. prosince 1977 Líčkov) byl český malíř a výtvarník.

## Život
Oskar Brázda se narodil v Rosicích v rodině Bohumila Brázdy (1860–??) a jeho manželky Boženy, rozené Havránkové (1869–??). Tady prožil své dětství i část prvních školních let.
Jeho otec podnikal v pohostinství. Rodina se několikrát stěhovala. V roce 1895 odešla do Prahy, kde otec mezi jiným provozoval kavárnu Slavia.
V Praze navštěvoval Brázda gymnázium. Roku 1904 vstoupit na Akademii výtvarných umění ve Vídni. Jeho profesory tam byli především Rudolf Bacher (1862–1945) a Kasimir Pochwalski (1855–1940).
Studium úspěšně ukončil na Akademii výtvarných umění ve Vídni a poté, díky císařskému stipendiu, studoval v Itálii. V roce 1915 se v Římě oženil s Amelií Posse. V průběhu 1. světové války se seznámili s Edvardem Benešem a aktivně se účastnili i 1. československého odboje. Oba byli dokonce v letech 1915–1916, jako nepřátelští cizinci, internováni na Sardinii ve městě Algheru. Po roce 1920 prožil závratnou karieru v Itálii, stal se portrétistou římské aristokracie a honorace. V roce 1924 zahajoval Brázdovu výstavu v Římě sám duce Benito Mussolini zvoláním: „Sláva Brázdova je slávou Itálie!“ V roce 1925 se změnila politická situace v Itálii, a proto ji s rodinou opustil a vrátil se zpět do vlasti. Kvůli krásné krajině v okolí koupil spolu se svou ženou Amelií Posse-Brázdovou barokní zámek Líčkov nedaleko Žatce, tehdy již 50 let neobydlený, kam se spolu s ní a se svými dvěma syny (Bohuslavem a Janem) přestěhoval a intenzivně tvořil. Jeho žena, švédská aristokratka, příbuzná švédské královské rodiny se proslavila svými romány Slunné zajetí, Pestrá volnost a dalšími nejen ve Švédsku a Československu, ale i v Itálii, Německu a Anglii. Dnes její památku připomíná Museum Amelie Posse-Brázdové v jižním Švédsku ve Skåne.
Po začátku 2. světové války musel zámek opustit a nějaký čas strávil i ve vězení, ze kterého byl propuštěn až po intervenci ze zahraničí. Po válce se vrátil na zámek, ale ten mu byl v roce 1948 vyvlastněn a přišel i o část obrazů, kterými státu zaplatil tzv. milionářskou dávku. Na zámku však zůstal. Po roce 1989 jeho druhá žena Marie, rozená Weissová, získala díky restitucím manželův majetek zpět a na zámku Líčkov vytvořila Galerii Oskara Brázdy, kde návštěvníci zámku mohou vidět množství jeho děl i osobních věcí. Největší sbírku Brázdových děl kromě kolekce Marie Weissové-Brázdové na Líčkově vlastní Galerie Benedikta Rejta v Lounech a Galerie Petra Brandla v Praze.
V jedné z francouzských kaváren se Brázda v roce 1915 seznámil s Pablem Picassem, ale jeden se o druhého nezajímal. Podruhé se setkal s Picassem v roce 1917 v Římě. V letech 1921 a 1922 trávil dovolenou na Capri s T. G. Masarykem a zůstali celoživotními přáteli. V roce 1924 obdržel Brázda vysoké vyznamenání od italského krále Řád koruny Itálie a byl jmenován komturem a přijat králem k veřejnému slyšení. První Brázdovu monografii napsal v Itálii v roce 1924 Giovanni Marini. Malířův atelier ve Vatikánu ve Ville Czechina navštívil i papež Benedikt XV., bratr švédského krále princ Eugen, dirigent Arturo Toscanini, italská nositelka Nobelovy ceny za literaturu Grazia Deledda, Edvard Beneš, Milan Rastislav Štefánik i Benito Mussolini.

## Ocenění
Byl vyznamenán např. Františkem Josefem I., Emanuelem III., Tomášem Garriguem Masarykem a dalšími československými a zahraničními politiky.[ujasnit] V den svých devadesátých narozenin obdržel titul Zasloužilý umělec.

## Hodnocení
Svými díly je Oskar Brázda dnes zastoupen v několika italských státních sbírkách včetně Národní galerie moderního umění v Římě v paláci Boncompagni Ludovisi, v Muzeu umění v Sassari na Sardinii, v Museo nazionale degli strumenti musicali v Římě, sbírce Univerzity v Padově a dalších. Oskar Brázda zaujal v letech 1912 až 1925 významné místo jako příslušník Římské secese (Secessione Romana) a jako malíř italského fauvismu. Itálii úspěšně několikrát reprezentoval na benátském bienále a o jeho tvorbě referoval nejen italský, ale i britský, švédský, francouzský a německý tisk. Odchodem z Itálie Brázda přetrhal budované vazby a nedosáhl již své italské slávy. Dnes je rehabilitován jako významný evropský portrétista 20. století.